# Avenida Moreira Guimarães
Avenida Moreira Guimarães é uma avenida da cidade de São Paulo localizada no bairro Indianópolis, entre os distritos de Saúde e Moema, na zona centro-sul da cidade. Ela integra o Corredor Norte-Sul, que interliga a Zona Norte à Zona Sul do município. O trecho do corredor conhecido por este nome tem início ao final da Avenida Rubem Berta, após a passagem por baixo do Viaduto República Árabe Síria, que integra a Avenida Indianópolis, e termina no acesso à Avenida dos Bandeirantes e no Viaduto João Julião da Costa Aguiar, que dá continuação ao corredor e fornece acesso ao Aeroporto de Congonhas, por meio da Avenida Washington Luís.
O nome da via é uma homenagem a José Maria Moreira Guimarães, político brasileiro nascido no estado de Sergipe formado em Matemática, Ciências Físicas e naturais, doutor em Filosofia e que integrou o exército brasileiro, tendo atingido a patente de General.
Assim como outras vias do Corredor Norte-Sul, a avenida teve sua velocidade reduzida para 60 km/h em 1 de setembro de 2015 como forma de tentar reduzir acidentes e atropelamentos de pedestres na cidade.